# Sphenomorphus muelleri
Sphenomorphus muelleri — вид сцинкоподібних ящірок родини сцинкових (Scincidae). Ендемік Індонезії.

## Поширення і екологія
Sphenomorphus muelleri мешкають на заході Нової Гвінеї, зокрема на півострові Чендравасіх, а також на сусідніх островах Ару і Раджа-Ампат. Вони живуть у вологих тропічних лісах, на висоті до 200 м над рівнем моря. Ведуть риючий, денний і присмерковий спосіб життя. Живляться дощовими черв'яками.